# Ben Procter
Ben Procter ist ein US-amerikanischer Szenenbildner.

## Leben
Procter arbeitete ab 2003 und Matrix Reloaded in der Filmbranche sowie an weiteren Blockbustern. Schließlich hatte er bei Avatar – Aufbruch nach Pandora die künstlerische Leitung inne. Für den Folgefilm Avatar: The Way of Water wurde er in der Kategorie bestes Szenenbild für einen Oscar nominiert. Bei dem Film war er zuständig für die Gestaltung der physischen Szenenbilder, besonders für die fiktiven Technologien, während sich sein Kollege Dylan Cole um die digitalen Landschaften kümmerte.

## Filmografie (Auswahl)
- 2003: Matrix Reloaded
- 2003: Fluch der Karibik
- 2009: Transformers – Die Rache
- 2009: Avatar – Aufbruch nach Pandora
- 2010: Tron: Legacy
- 2011: Transformers 3
- 2014: Transformers: Ära des Untergangs
- 2022: Avatar: The Way of Water

## Auszeichnungen (Auswahl)
- 2023: Critics’-Choice-Awards-Nominierung in der Kategorie bestes Szenenbild für Avatar: The Way of Water
- 2023: Oscar-Nominierung in der Kategorie bestes Szenenbild für Avatar: The Way of Water[1]